# 乌格列沙站
烏格列沙站（羅馬化：Ugreshskaya）是莫斯科地鐵莫斯科中央環線的一個車站，2016年9月啟用。

## 名稱
站名來自其所在的街道，烏格列沙街。此名來自鄰近的烏格列沙僧院，並與莫斯科鐵路局的莫斯科小環市鐵路共用車站。
車站原本計劃命名為伏爾加格勒，但車站啟用前的2016年8月已經改名。

## 轉乘
2017年1月起，乘客可以進行出站轉乘前往莫斯科地鐵塔甘卡－紅普列斯尼亞線的伏爾加格勒大道站。

## 外部連結
- mkzd.ru